# 억수탕
억수탕은 1997년 공개된 대한민국의 영화이다.

## 배역
- 김의성 : 김완기 역
- 방은희 : 황정미 역
- 서태화 : 건달 역
- 이정욱 : 스님 역
- 양중경 : 비뇨기과 의사 역